# Берестов, Александр Павлович
Александр Павлович Берестов (род. 16 сентября 1956, Глубокое, Восточно-Казахстанская область) — российский политический деятель, депутат Государственной Думы ФС РФ пятого созыва (2007—2011).

## Биография
В 1987 году защитил кандидатскую диссертацию в Московском пищевом институте по специальности «Технология хранения и переработки зерна». В 1997 получил диплом Академии народного хозяйства при Правительстве РФ. В 90-е годы избран директором комбината хлебопродуктов. Под руководством А. П. Берестова предприятие по производству муки и комбикормов превратилось в современный перерабатывающий комплекс — Объединение «Союзпищепром».
Депутат Законодательного собрания Челябинской области второго, третьего, четвёртого и шестого созывов.

### Депутат государственной думы
В 2007 году был избран депутатом Государственной Думы ФС РФ пятого созыва в составе федерального списка кандидатов, выдвинутого Всероссийской политической партией «ЕДИНАЯ РОССИЯ». Член фракции «ЕДИНАЯ РОССИЯ». Заместитель председателя Комитета ГД по аграрным вопросам.